# Elmar Díaz Solórzano
Elmar Díaz Solórzano (ur. 11 lipca 1969) – meksykański polityk należący do Parti Rewolucyjno-Instytucjonalnej.
W 2010 roku został skazany za zabójstwo swojej żony, Tatiany Trujillo. Został uwolniony w 2014 roku.